# Mount Vernon (Oregon)
Mount Vernon é uma cidade localizada no estado norte-americano de Oregon, no Condado de Grant.

## Demografia
Segundo o censo norte-americano de 2000, a sua população era de 595 habitantes.
Em 2006, foi estimada uma população de 524, um decréscimo de 71 (-11.9%).

## Geografia
De acordo com o United States Census Bureau tem uma área de
1,8 km², dos quais 1,8 km² cobertos por terra e 0,0 km² cobertos por água. Mount Vernon localiza-se a aproximadamente 873 m acima do nível do mar.

## Localidades na vizinhança
O diagrama seguinte representa as localidades num raio de 36 km ao redor de Mount Vernon.